# ألفيدا كينغ
ألفيدا سيليست كينغ (بالإنجليزية: Alveda King)‏ (22 يناير 1951) ناشطة حقوق مدنية أمريكية ووزيرة مسيحية ومحافظة ومؤلفة.

## روابط خارجية
- ألفيدا كينغ على موقع IMDb (الإنجليزية)
- ألفيدا كينغ على موقع ميوزك برينز (الإنجليزية)
- ألفيدا كينغ على موقع قاعدة بيانات الفيلم (الإنجليزية)
- ألفيدا كينغ
- African-American Outreach, Priests of Life